# Vällingby Centrum

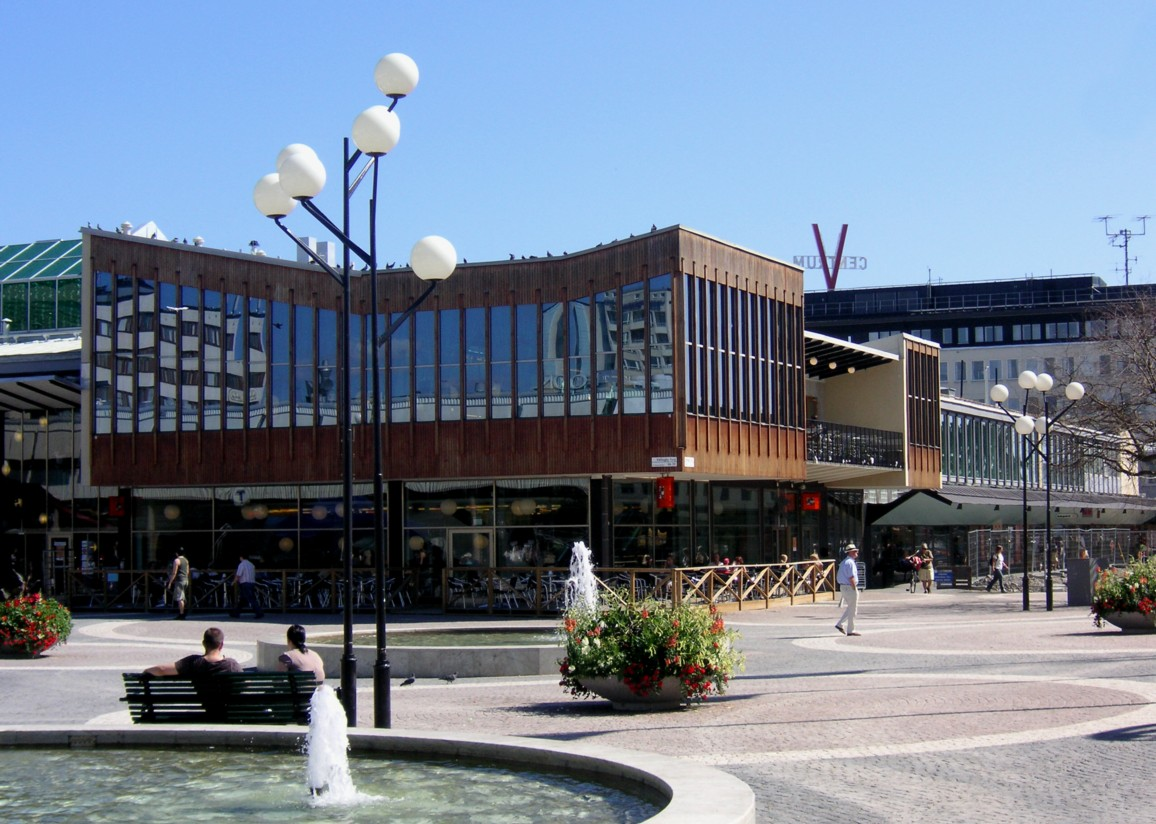
Vällingby Centrum im Sommer 2007

Vällingby Centrum, das Zentrum von Vällingby im Stockholmer Stadtbezirk Hässelby-Vällingby, ist eine schwedische Satellitenstadt aus den frühen 1950er Jahren, ca. 11 km nordwestlich des Stadtzentrums der schwedischen Hauptstadt gelegen.

## Hintergrund
Vällingby Centrum war der erste Großversuch, eine Alternative zu Stockholms City zu schaffen, weit außerhalb der Kernstadt "auf der grünen Wiese". Die Idee, die neu für Europa war, bestand darin, selbstständige Satellitenstädte um die Großstädte herum zu bauen, die selbst fertig gewachsen waren. In Schweden wurde der Begriff ABC-Stadt geprägt, wobei A für Arbete (Arbeit), B für Bostad (Wohnung) und C für Centrum stand und bedeutet, dass die Menschen innerhalb kleiner Grenzen arbeiten, wohnen und Zugang zum wichtigsten sozialen und kulturellen Service haben sollten.
Vällingby Centrum wurde ursprünglich für ca. 26.000 Menschen dimensioniert, doch das Konzept erwies sich als so erfolgreich, dass sich ihre Anzahl nach zehn Jahren schon verdoppelt hatte. Das lag größtenteils daran, dass soziale und kulturelle Einrichtungen sowie die U-Bahn betriebsbereit waren, als die ersten Familien einzogen.

## Durchführung
Die Pläne für die Bebauung des Gebietes entstanden zwischen 1947 und 1950 unter Leitung des Architekten Sven Markelius. Das moderne Vällingby und sein Zentrum entstanden dann ab 1950. Die kommunale Wohnungsbaugesellschaft Svenska Bostäder war der Auftraggeber. Nach sechs Jahren Planungs- und Bauzeit wurde das Zentrum, pünktlich zur Weihnachtssaison, am 14. November 1956 eingeweiht.
Die Architektenfirma Backström & Reinius hatte den Zuschlag erhalten, Vällingby Centrum zu planen. Hier verwendeten sie Ideen aus den USA mit variierender Volumen- und Fassadengestaltung in verschiedenen Materialien. Nun stand nicht mehr die Kirche "mitten im Dorf", sondern der Kauftempel. Das V-Symbol wurde im Auftrag der Architekten von Albert Speer junior entworfen. Das Zentrum besteht aus mehreren niedrigen Gebäuden und Geschäften, die damals zu den modernsten in Schweden gehörten. Unter schützenden, weit auskragenden Vordächern konnte man entlang der Schaufenster flanieren, auch bei schlechtem Wetter. Alles gruppiert sich um kleinere Marktplätze, die eine gewisse Intimität vermitteln. Die vom Architekten Peter Celsing im brutalistischen Stil entworfene S:t Tomas Kyrka von 1959 steht etwas seitlich zurückgezogen.
Vällingby Centrum wurde schnell ein geglücktes Vorbild für viele in- und ausländische Trabantenstädte und Zentrumanlagen und Architekten aus der ganzen Welt pilgerten zu Studienzwecken nach Vällingby. Als ein direkter Nachfolger in Schweden kann das südlich von Stockholm gelegene Farsta Centrum (1956–1960) genannt werden, das ebenfalls von Backström & Reinius entworfen wurde.

## Heute und morgen
Während langer Jahre wurde am Zentrum, außer den notwendigsten Erhaltungsmaßnahmen, kaum etwas verändert. Es verfiel zum Leidwesen vieler Architekten. Von 2003 bis 2008 wurden umfangreiche Renovierungsarbeiten durchgeführt. Dabei wurde versucht den Charakter des Zentrums zu erhalten und gleichzeitig neue Gebäude in die Bebauung zu integrieren. Es wurden umgerechnet 315 Millionen Euro in die Modernisierung der Anlage investiert. Gläserne Überdachungen werden angebracht und einige spektakuläre Neubauten erstellt, darunter das Kaufhaus K:fem von Gert Wingårdh das 2008 auf dem World Architecture Festival in Barcelona zum weltbesten Einkaufsgebäude gekürt wurde.

## Bildergalerie
Historische Bilder

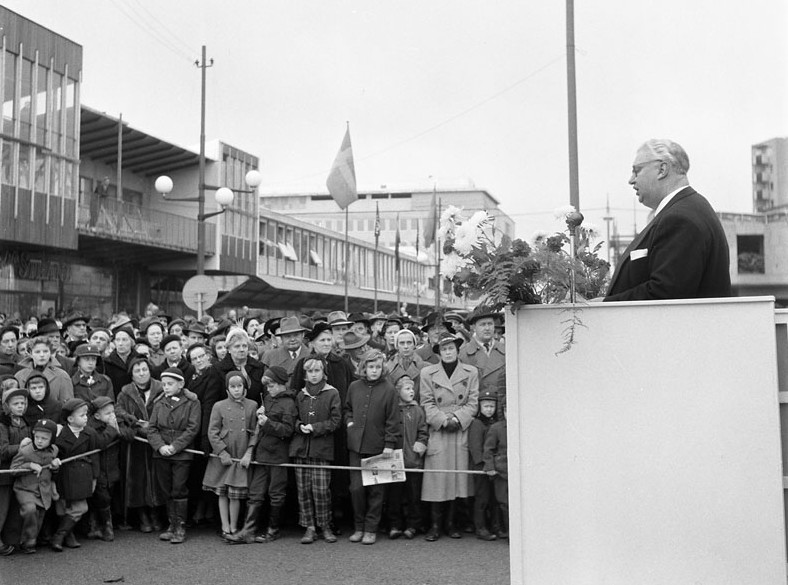
Einweihung 1954
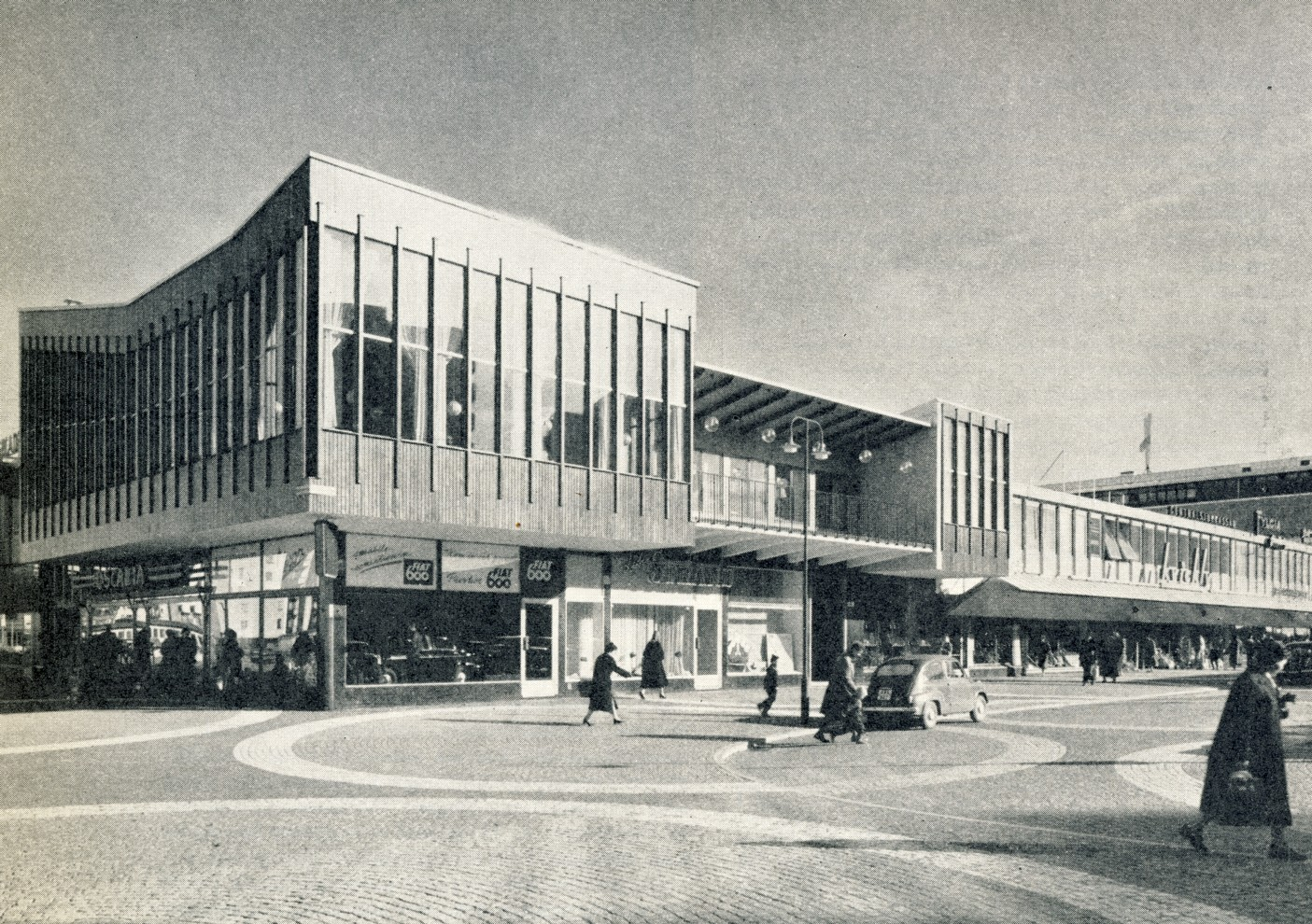
Vällingby centrum 1956
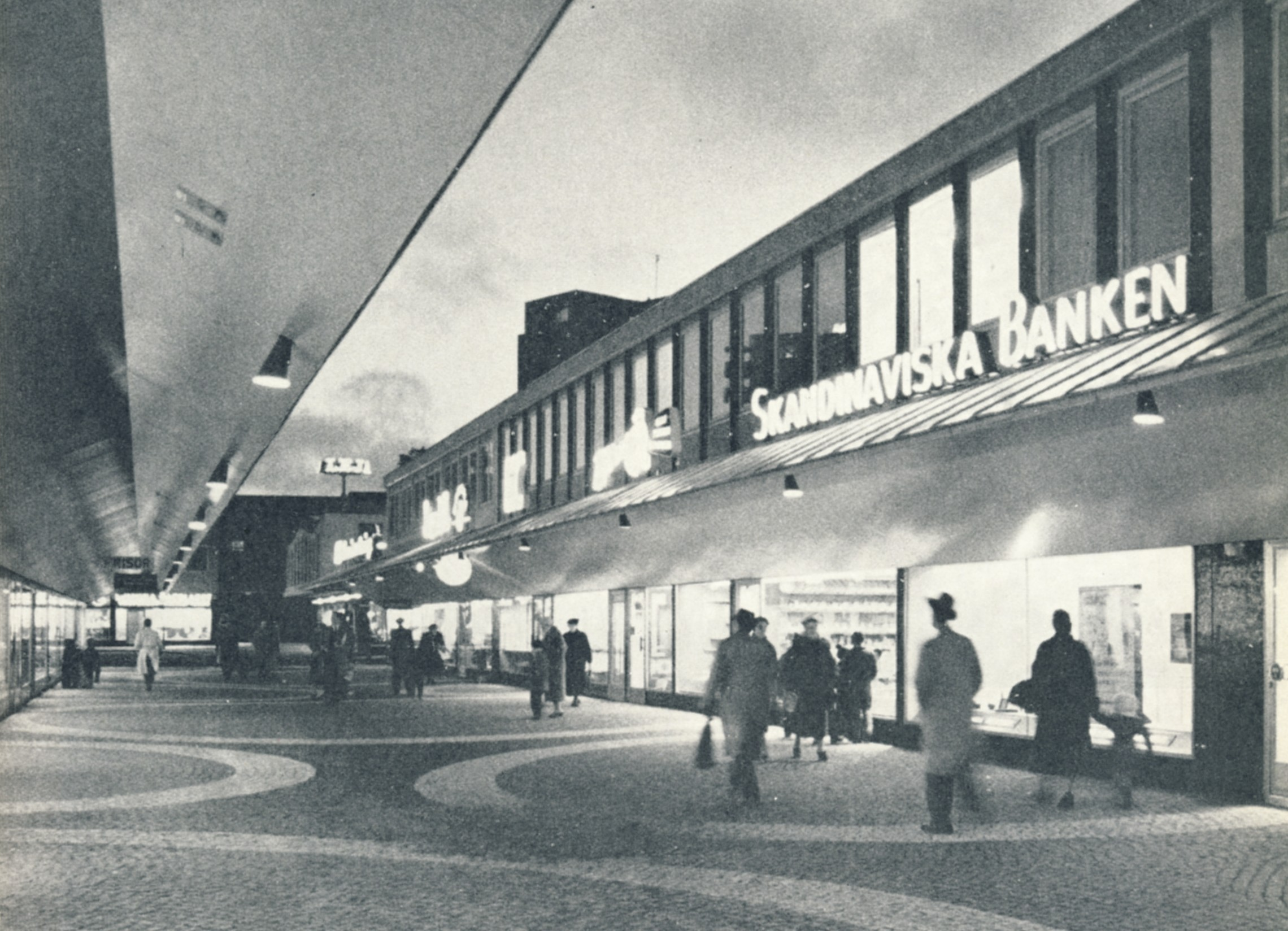
Vällingby centrum 1956
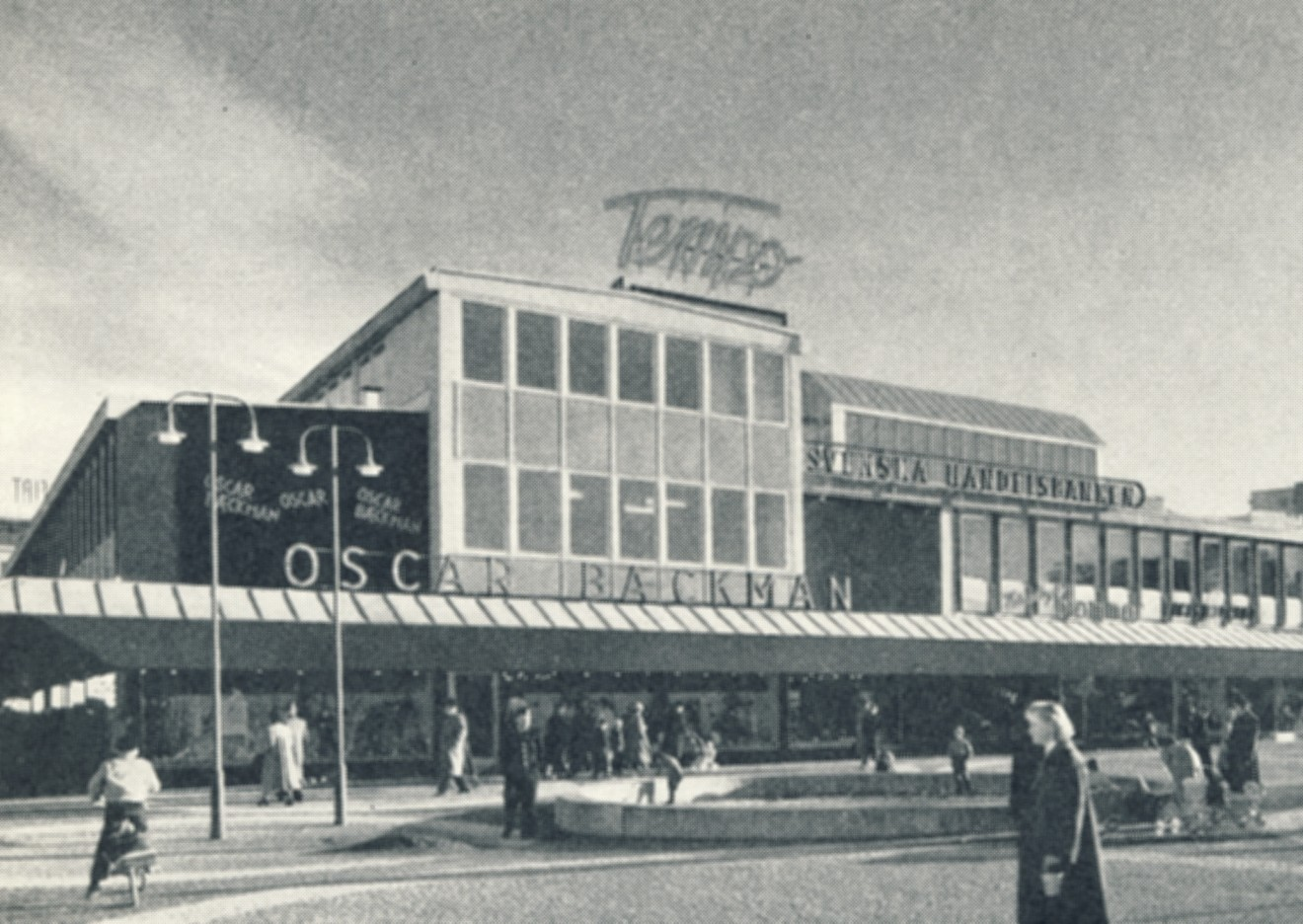
Vällingby centrum 1956

Vällingby Centrum im Sommer 2007

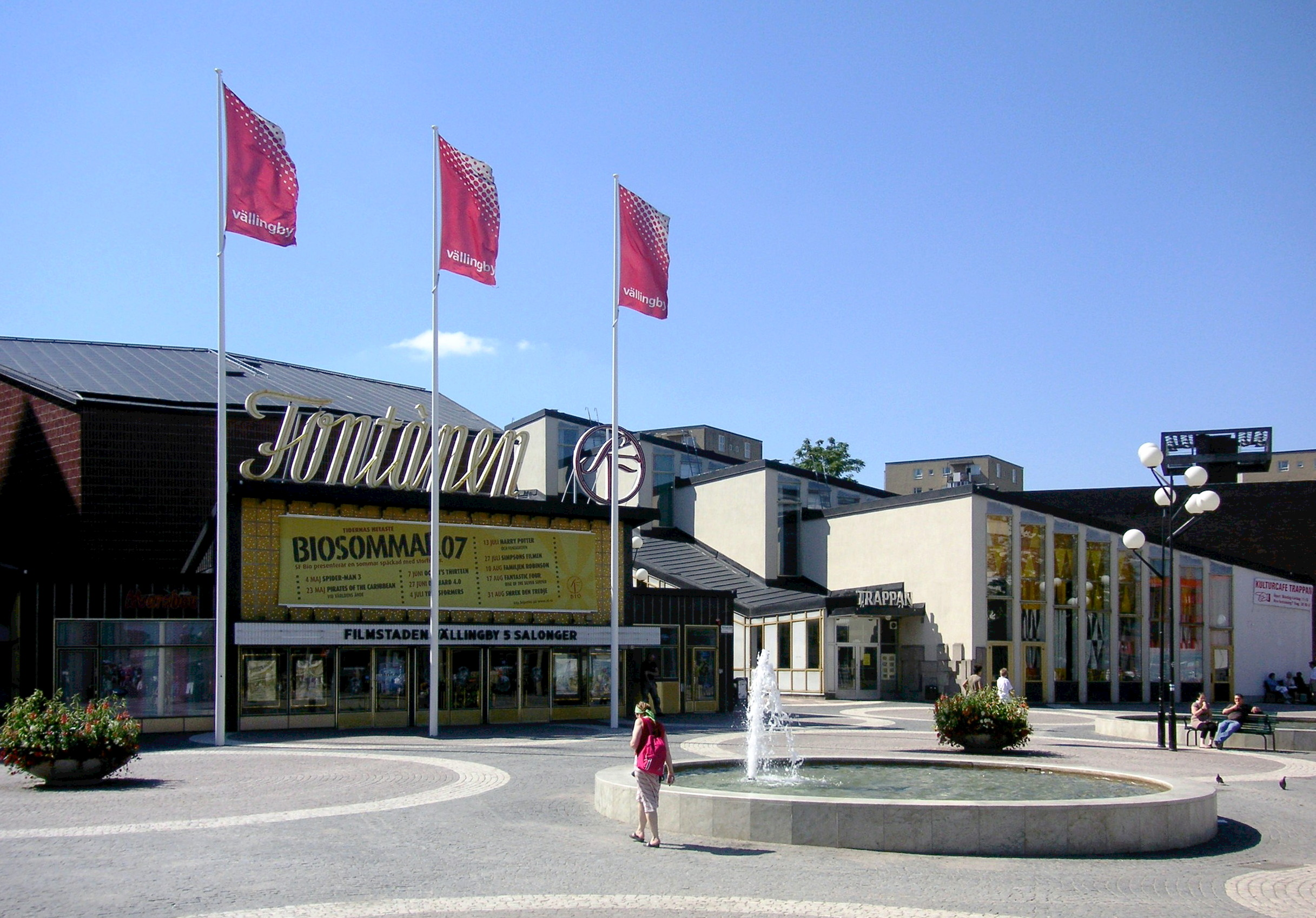
Das Kino "Fontänen"
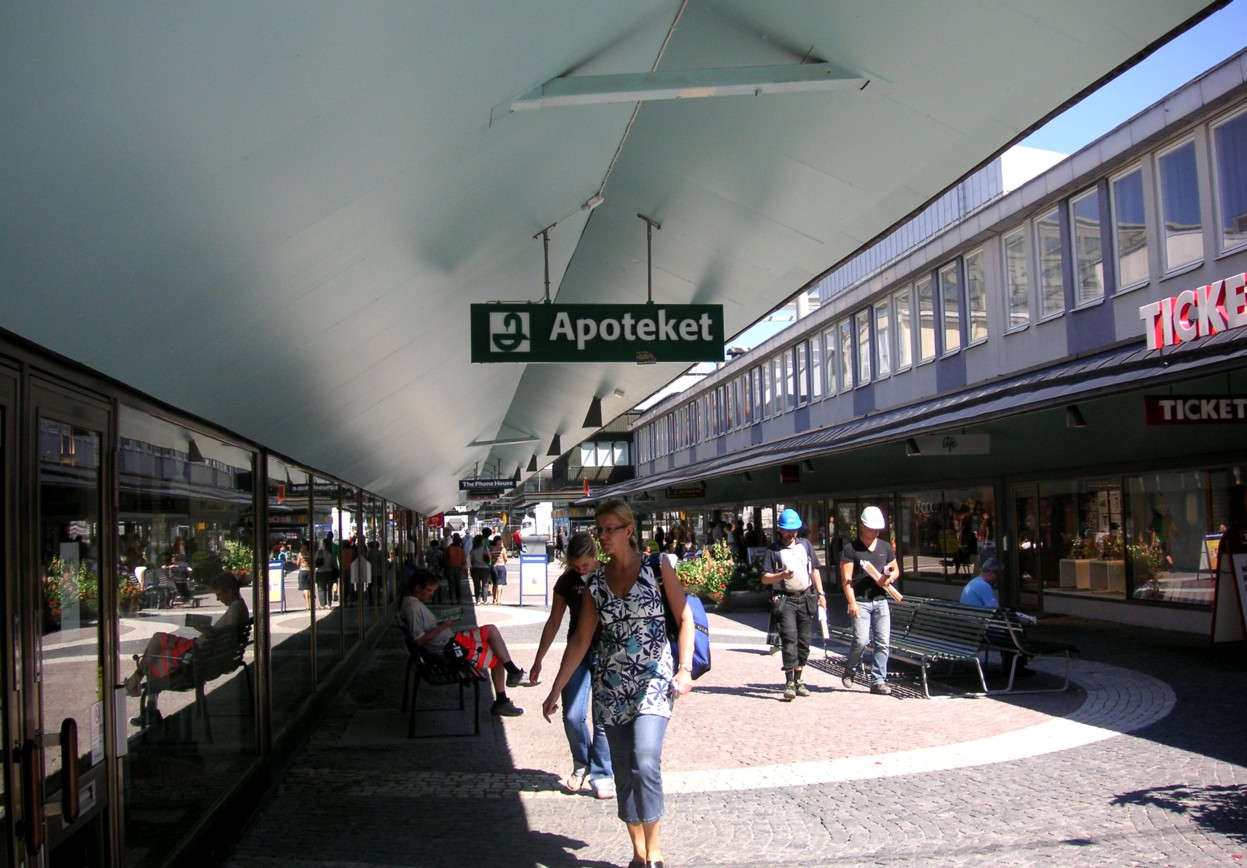
Renovierte Vordächer
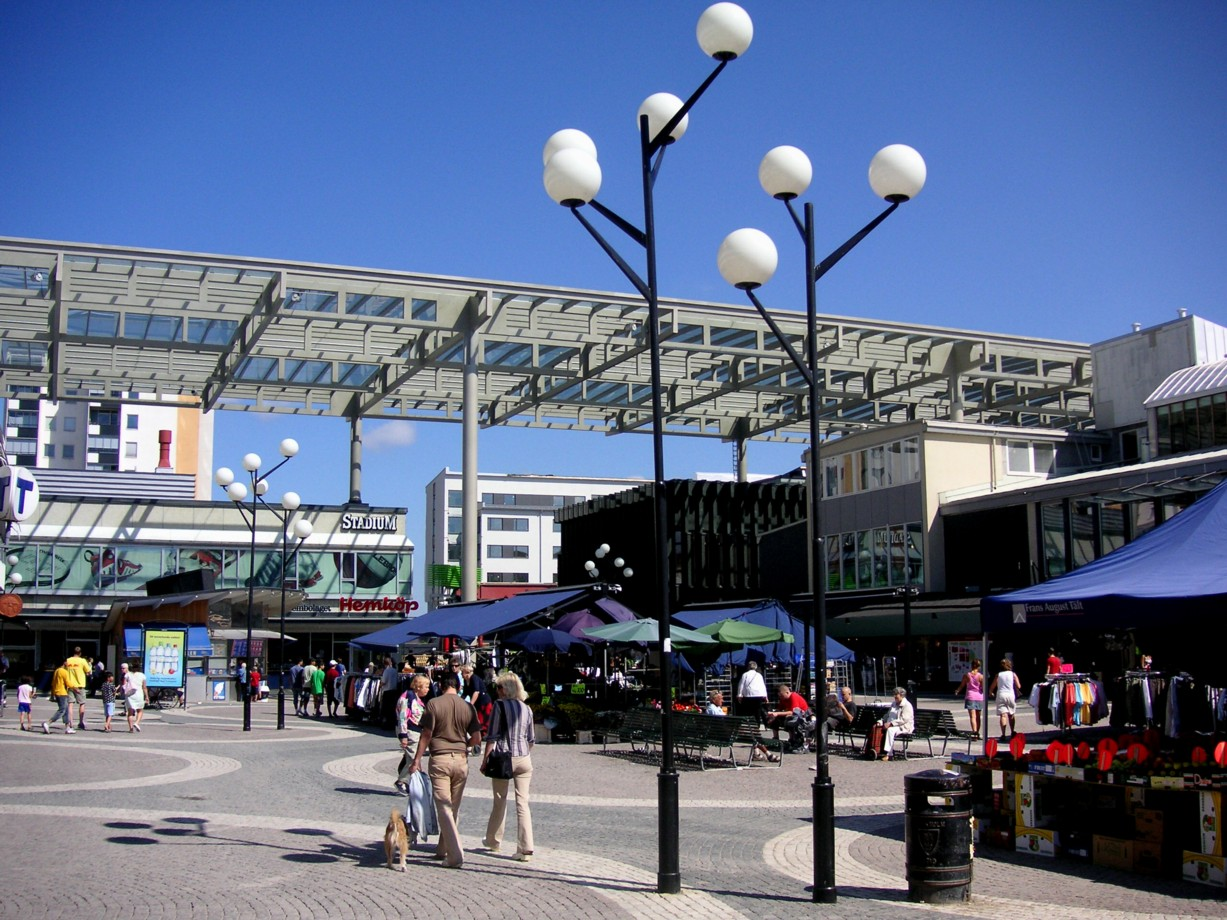
Neues begegnet Altem
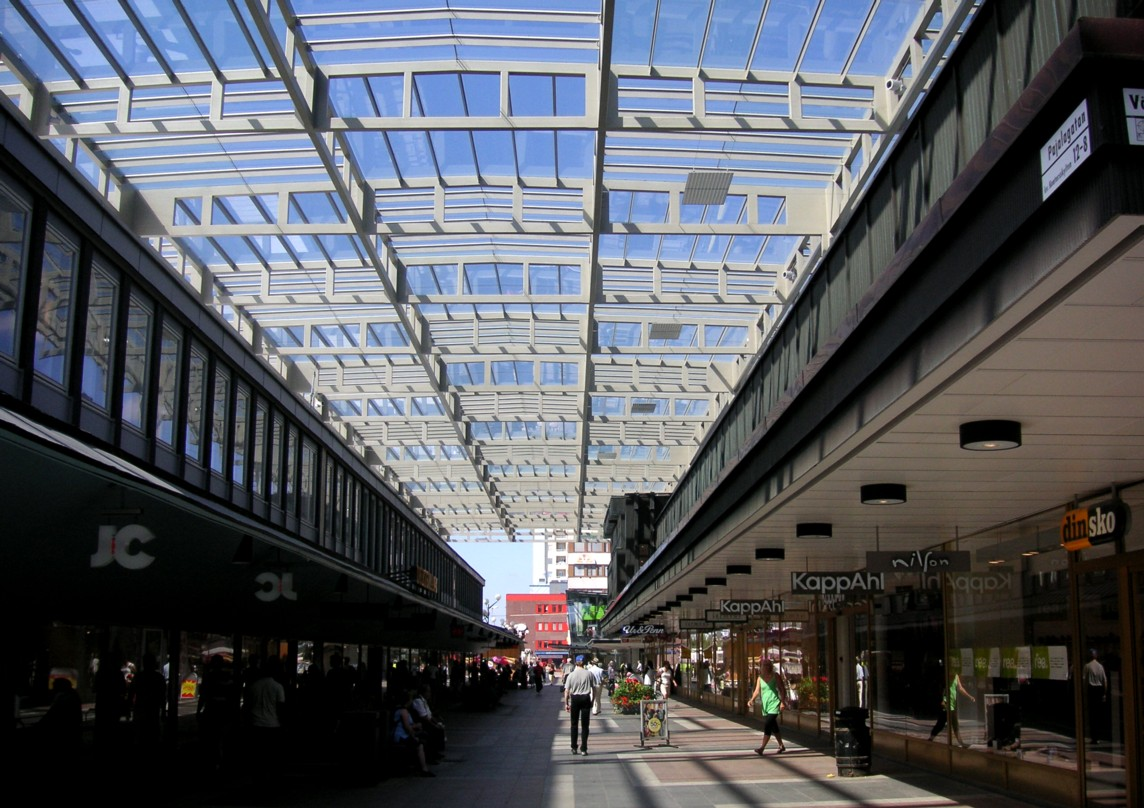
Vällingby centrum 2007